# Archie Hahn
Charles (Charlie) Archibald Hahn (Dodgeville, Wisconsin, 14 de setembre de 1880 - Charlottesville, Virgínia, 21 de gener de 1955) fou un atleta americà considerat com un dels millors corredors de velocitat dels primers vint anys del segle xx. Era conegut com el meteorit de Milwaukee.
Corrent per a la Universitat de Michigan guanyà el 1903 els campionats estatunidencs i canandencs, cosa que el convertí en un dels grans favorits per aconseguir el triomf als Jocs Olímpics que s'havien de disputar l'any següent a Saint Louis.
A Saint Louis primer va córrer els 60 metres, quedant en primera posició, amb un nou rècord del món de 7". Aquest èxit va fer que s'inscrivís als 100 i els 200 m, aconseguit l'or olímpics en ambdues curses. Fou el primer atleta a fer el doblet en 100 i 200 metres.
El 1906 va prendre part en els Jocs Intercalats d'Atenes, on revalidà el títol de 100 metres. Aquesta fita fou igualada per Carl Lewis a Seül el 1988, i primer igualada i posteriorment superada per Usain Bolt a Rio de Janeiro, el 2016.
Bé que diplomat en dret per la Universitat de Michigan, Hawn no va exercir mai la seva professió. Va preferir entrenar els joves atletes de les universitats de Princeton i, entre 1929 i 1951 de Virgínia. El 1926 va publicar el llibre How to Esprint, que durant molt de temps serví de llibre de referència.